# Station Lipka Krajeńska
Station Lipka Krajeńska is een spoorwegstation in de Poolse plaats Lipka.